# Pippa Wells
Pippa Wells née Phillippa Scott Wells en 1964 dans le Yorkshire au Royaume-Uni, est une physicienne anglaise du CERN depuis 1990. Elle est la première femme physicienne à être engagée au CERN en 1995 en tant que physicienne de recherche. Pippa Wells a travaillé comme cheffe de projet du trajectographe à semi-conducteurs ATLAS et est membre du comité de direction depuis 2016 chargée des relations avec les pays membres du CERN.

## Biographie

### Formation
Pippa Wells fait des études générales. Depuis l'âge de 6 ans elle joue et étudie le violon, et à l'âge de 15 ans, fait partie du National Youth Orchestra of Great Britain. Mais elle réoriente sa carrière vers les sciences et obtient un baccalauréat en sciences naturelles. Tout au long de sa carrière universitaire elle joue avec les orchestres symphoniques et de chambre de l'Université de Cambridge et continue de jouer avec l'Orchestre Symphonique Genevois.
Elle poursuit ses études à l'université de Cambridge en 1983 et obtient son doctorat en 1990 ; sa thèse porte sur le collisionneur « ppbar », Recherche du quark top au collisionneur ppbar du CERN (titre original : Search for the top quark at the CERN ppbar collider). Ce collisionneur a permis la découverte formelle des bosons W et Z en 1982 et 1983.

### Carrière scientifique

#### Expériences OPAL et LEP
En 1990 Pippa Wells obtient une bourse pour travailler au CERN et rejoint l'expérience OPAL. À partir de 1992 elle est engagée sous contrat au CERN. Son travail porte sur la prise en compte des effets subtils des charges électriques locales et discontinues sur les aimants du LEP ainsi que sur l'effet des marées terrestres dans le tunnel de l'accélérateur afin de permettre des mesures précises des masses de bosons W et Z pour le calibrage du LEP.

#### Collaboration ATLAS
En 1998 elle rejoint l'expérience ATLAS, au sein du grand collisionneur de hadrons (LHC) ATLAS,.
ATLAS est le plus grand détecteur jamais construit dans un collisionneur de particules: c'est un cylindre de 22 mètres de diamètre, 40 mètres de longueur et un poids de 7 000 tonnes. Ce projet est considéré comme la plus grande expérience scientifique au monde avec près de 3 000 physiciens de 169 institutions, 37 pays et cinq continents. Au sein de l'équipe ATLAS, elle est cheffe de projet du trajectographe à semi-conducteurs. chargée de mesurer les traces des particules chargées à leur sortie de l'accélérateur, étape essentielle de leur identification,,,,.

### Membre du Comité de Direction du CERN
En 2016 elle est nommée au comité de direction en tant que membre chargée des relations avec les pays membres du CERN.
En 2021 elle est nommée directrice adjointe de la recherche et de l'informatique.

### Autres activités
- Conférence avec la fondation de la banque BBVA[26],[27]
- Conférence Big Solutions in Big Data à la Science Festival d'Edimbourg[28],[29]

## Distinctions
En 2018, élue membre honoraire du Queens' College Cambridge. Elle est élue parmi les 5 premières femmes Honorary Fellows,.
En novembre 2014 elle devient membre de l'Institute of Physics.